# Pottawatomie County (Kansas)
Pottawatomie County ist ein County im Bundesstaat Kansas der Vereinigten Staaten. Der Verwaltungssitz (County Seat) ist Westmoreland. Das U.S. Census Bureau hat bei der Volkszählung 2020 eine Einwohnerzahl von 25.348 ermittelt.

## Geographie
Das County liegt im Nordosten von Kansas, ist im Norden etwa 45 km von Nebraska, im Osten etwa 100 km von Missouri entfernt und hat eine Fläche von 2233 Quadratkilometern, wovon 46 Quadratkilometer Wasserfläche sind. Es grenzt im Uhrzeigersinn an folgende Countys: Marshall County, Nemaha County, Jackson County, Shawnee County, Wabaunsee County und Riley County.

## Geschichte
Pottawatomie County wurde am 20. Februar 1857 gebildet. Benannt wurde es nach den Potawatomi, einem Indianerstamm, der hauptsächlich am Oberlauf des Mississippi River beheimatet war.
14 Bauwerke und Stätten des Countys sind im National Register of Historic Places eingetragen (Stand 30. August 2017).

## Demografische Daten

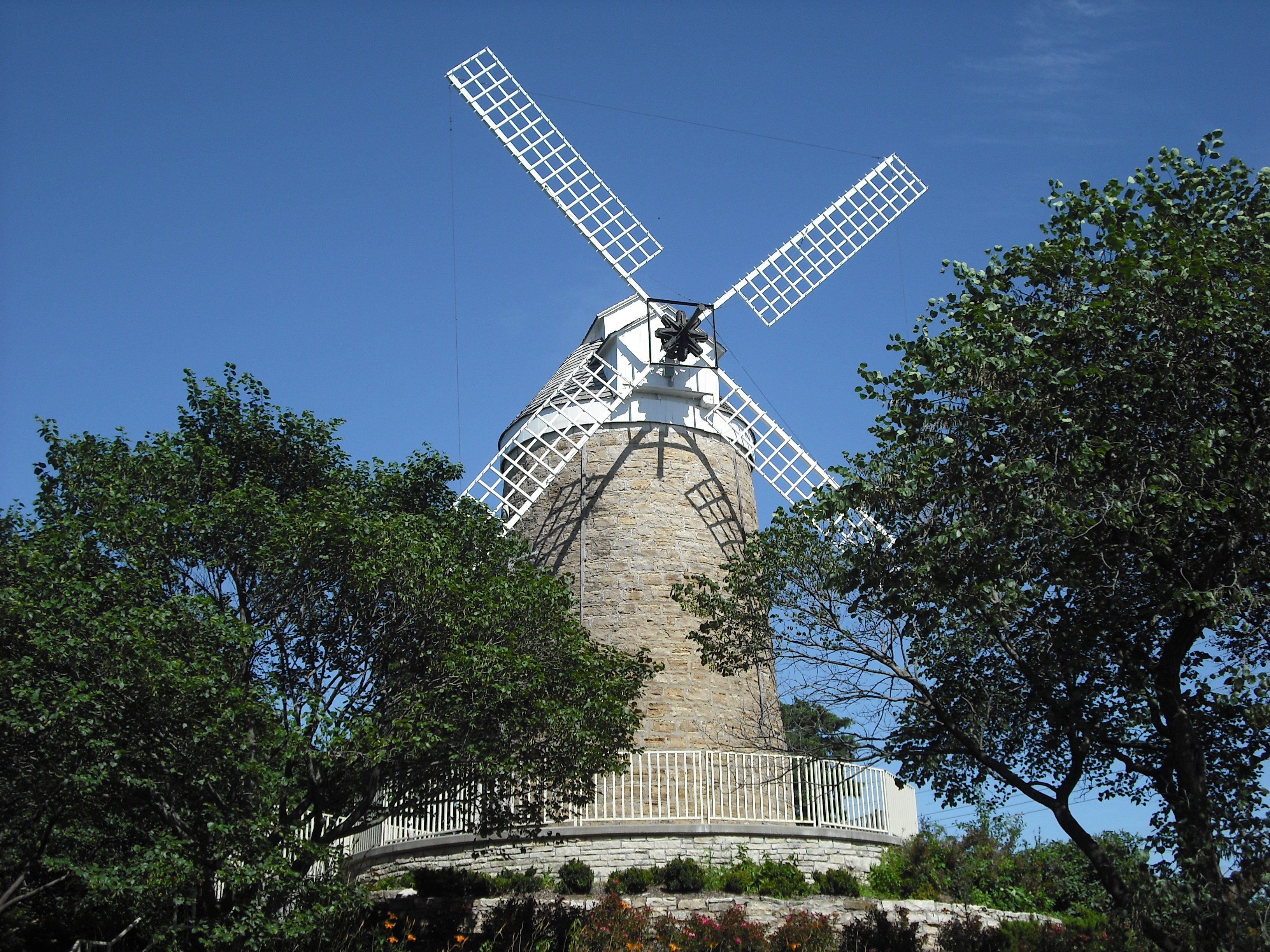
Wamego Windmill, gelistet im NRHP

Nach der Volkszählung im Jahr 2000 lebten im Pottawatomie County 18.209 Menschen in 6771 Haushalten und 4929 Familien im Pottawatomie County. Die Bevölkerungsdichte betrug 8 Einwohner pro Quadratkilometer. Ethnisch betrachtet setzte sich die Bevölkerung zusammen aus 96,32 Prozent Weißen, 0,66 Prozent Afroamerikanern, 0,59 Prozent amerikanischen Ureinwohnern, 0,32 Prozent Asiaten, 0,01 Prozent Bewohnern aus dem pazifischen Inselraum und 0,60 Prozent aus anderen ethnischen Gruppen; 1,50 Prozent stammten von zwei oder mehr Ethnien ab. 2,26 Prozent der Bevölkerung waren spanischer oder lateinamerikanischer Abstammung.
Von den 6771 Haushalten hatten 36,4 Prozent Kinder unter 18 Jahren, die mit ihnen gemeinsam lebten. 62,4 Prozent waren verheiratete, zusammenlebende Paare, 7,2 Prozent waren allein erziehende Mütter und 27,2 Prozent waren keine Familien. 23,2 Prozent aller Haushalte waren Singlehaushalte und in 9,7 Prozent lebten Menschen mit 65 Jahren oder darüber. Die Durchschnittshaushaltsgröße betrug 2,65 und die durchschnittliche Familiengröße betrug 3,15 Personen.
29,5 Prozent der Bevölkerung waren unter 18 Jahre alt. 7,7 Prozent zwischen 18 und 24 Jahre, 27,7 Prozent zwischen 25 und 44 Jahre, 21,6 Prozent zwischen 45 und 64 Jahre und 13,5 Prozent waren 65 Jahre alt oder älter. Das Durchschnittsalter betrug 36 Jahre. Auf 100 weibliche Personen kamen 98,0 männliche Personen. Auf 100 erwachsene Frauen ab 18 Jahren kamen 96,7 Männer.
Das jährliche Durchschnittseinkommen eines Haushalts betrug 40.176 USD, das Durchschnittseinkommen einer Familie betrug 47.261 USD. Männer hatten ein Durchschnittseinkommen von 31.368 USD, Frauen 23.238 USD. Das Prokopfeinkommen betrug 17.785 USD.
6,4 Prozent der Familien und 9,7 Prozent der Bevölkerung lebten unterhalb der Armutsgrenze.

## Orte im County
- Aikins
- Barret
- Belvue
- Blaine
- Duluth
- Emmett
- Flush
- Fostoria
- Havensville
- Laclede
- Louisville
- Nolan
- Olsburg
- Onaga
- Saint Clere
- Saint George
- Saint Marys
- Swamp Angel
- Wamego
- Westmoreland
- Wheaton

Townships
- Belvue Township
- Blue Township
- Blue Valley Township
- Center Township
- Clear Creek Township
- Emmett Township
- Grant Township
- Green Township
- Lincoln Township
- Lone Tree Township
- Louisville Township
- Mill Creek Township
- Pottawatomie Township
- Rock Creek Township
- Shannon Township
- Sherman Township
- Spring Creek Township
- St. Clere Township
- St. George Township
- St. Marys Township
- Union Township
- Vienna Township
- Wamego Township